# Vaccination
Vaccination eller er en metode til forebyggelse af infektionssygdomme: En vaccine er et sygdomsfremkaldende stof, en mikroorganisme eller en del af en patogen mikroorganisme - svækket eller død - der bliver påført en organisme, der efter stimulering af immunsystemet udvikler immunitet i større eller mindre grad.
Ved aktiv immunisering søger man at skabe en modstandskraft i et dyr eller menneske over for en bestemt infektion. Det opnås ved at aktivere kroppens eget immunforsvar ved at tilføre et antigen eller mRNA fra den bakterie, man vaccinerer imod. Bakterien er typisk enten svækket eller død, så den kan aktivere immunforsvaret uden at skabe en egentlig infektion.
Fordelen ved aktiv immunisering er, at når først immunforsvaret har bekæmpet det tilførte patogen, lagres informationen herom i årevis, så kroppen er forberedt, næste gang den pågældende agens dukker op. Det mindsker sandsynligheden for at sygdom opstår.
Der findes to former for vaccination. Aktiv immunisering og passiv immunisering.
- Ved aktiv immunisering indsprøjtes enten døde eller svækkede mikroorganismer eller antigener fra døde organismer/virus - med de nye nukleinsyre-vacciner indsprøjtes mRNA eller DNA. Ved den aktive immunisering danner kroppen selv antistofferne, og fordi det er svækket eller dødt materiale, bliver man ikke syg i den tid, det tager immunforsvaret at reagere og danne det nødvendige forsvar.
- Ved passiv immunisering indsprøjtes antistoffer til det, der vaccineres mod.

## Historisk
Den sandsynligvis første vaccination blev udført af bonden Benjamin Jesty i 1774, da han vaccinerede sin kone og sine tre sønner mod kopper ved hjælp af pus fra ko-kopper. Det skete på baggrund af den lokale konstatering af, at malkepiger, der var smittet med ko-kopper, ikke udviklede den alvorligere variant af kopper, der rammer mennesker. 
Vaccination blev kendt internationalt efter den engelske læge Edward Jenners beskrivelse af sin vaccination af James Phipps den 14. maj 1796.

## Det danske børnevaccinationsprogram
Vaccinationsprogrammet indeholder følgende vacciner, som typisk administreres af den praktiserende læge.

### Difteri-stivkrampe-kighoste-polio-haemophilus influenzae (Di-Te-Ki-Pol-Hib)
Vaccinen beskytter mod sygdommene difteri, stivkrampe (tetanus), kighoste, polio og alvorlige infektioner forårsaget af Haemophilus influenzae type b (Hib). Den gives i samme indsprøjtning, når barnet er tre, fem og 12 måneder gammelt. Vaccinen indeholder deaktiveret toksin fra difteri-, tetanus- og kighostebakterier, inaktiveret poliovirus og polysaccharid fra bakterien Haemophilus influenzae type b. Der revaccineres mod difteri, stivkrampe, kighoste og polio, når barnet er fem år.

### Pneumokok (PCV13)
Vaccinen beskytter mod meningitis, blodforgiftning og i mindre grad mellemøre-, bihule- og lungebetændelse forårsaget af bakterien Streptococcus pneumoniae, pneumokokker. Den gives når barnet er tre, fem og 12 måneder gammelt. Vaccinen indeholder kapselpolysaccharid fra tretten serotyper af pneumokokker, der hyppigt giver alvorlige infektioner hos børn. En 7-valent pneumokokvaccine blev indført i 2007. Den blev erstattet af den nuværende 13-valente vaccine i 2010.

### Mæslinger-fåresyge-røde hunde (MFR)
Vaccinen beskytter mod sygdommene mæslinger, fåresyge og røde hunde (rubella), der alle er forårsaget af virus. Vaccinen gives som levende, svækket virus når barnet er 15 måneder og fire år gammelt (før 2008 var vaccinationsalderen 15 måneder og 12 år).
MFR-vaccinen indeholder ikke aluminium.
Myten om MFR-vaccinens bivirkninger for autisme stammer fra et studie lavet af den engelske læge Andrew Wakefield. Han havde samlet 12 børn, som var MFR-vaccineret og derefter havde udviklet autisme. Af studiet fremgik det, at børnene var tilfældigt udvalgt, men det var ikke sandt. Wakefield kom i retten og tilstod, at børnene ikke var tilfældigt udvalgt. Studiet er derfor ikke statistisk repræsentativt. Der er lavet mange studier for at se, om Wakefields påstand kunne understøttes, men ingen af studierne har vist sammenhæng mellem MFR-vaccinen og autisme.

### Human papilloma virus (HPV)
Vaccinen mod human papilloma virus blev indført som en del af børnevaccinationsprogrammet for piger 1. januar 2009. Vaccinen beskytter mod visse typer HPV, som er årsag til livmoderhalskræft og kønsvorter. Der findes over 100 typer HPV. Type 16 og 18 er årsag til 70 % af tilfældene af livmoderhalskræft. Vaccinen gives til piger, når de er 12 år gamle som tre vaccinationer på dag 0, efter to måneder og efter seks måneder. Der findes to godkendte vacciner mod HPV (Gardasil og Cervarix), som begge beskytter mod HPV type 16 og 18. Gardasil beskytter yderligere mod to andre typer HPV, som kan give kønsvorter.
HPV-vaccinen var den første, som kunne kaldes en cancervaccine. Den er dog ikke en reel cancer-vaccine, da den kun forebygger infektioner, der kan føre til cancer. De første vaccinerede bliver stadig fulgt for at se, hvordan de udvikler sig og se, hvor længe vaccinens effekt holder og hvilke bivirkninger, der kan være.

## Rejsevaccination
Hvis man skal rejse i lande fjernt fra Danmark, anbefales det at blive vaccineret. Vaccination udføres både af private udbydere og praktiserende læger. De private udbydere har som regel alle former for vaccination på lager, hvorimod vaccine skal bestilles hjem hos en praktiserende læge. 

## Svineinfluenza (H1N1)
I 2009 erklærede WHO pandemi af svineinfluenza. Det gjorde, at den danske stat købte 3.000.000 vacciner. Der blev ikke brug for vaccinerne. Vaccinen indeholdt kviksølv, der var tilført for at mindske smittefaren ved brug af ampuller, der indeholder flere doser. Kviksølv er antibakterielt og er brugt for ikke at kontaminere ampullen. Det var uorganisk kviksølv, som blev brugt i vaccinerne. Man brugte en løsning med ampuller med flere doser for at kunne producere en større mængde vacciner på kortere tid.
Vaccinerne blev produceret af firmaet GlaxoSmithKline. GlaxoSmithKline havde ikke ansvaret for bivirkningerne. Det er en usædvanlig konstellation. Ansvaret lå hos staterne, som købte vaccinerne. Det blev aftalt for at kunne få vaccinerne hurtigt ud til staterne, så de kunne sikre sig i denne krisesituation. Vaccinationen sprang nogle testfaser over.
Der er i de andre skandinaviske lande registreret tilfælde af narkolepsi som bivirkninger af vaccinen. Det er ikke sket i Danmark, fordi man i Danmark førte en anden vaccinationsstrategi. I Danmark vaccinerede man kun de mest udsatte grupper som gravide, patienter med astma og andre lungeproblemer, hvor man i Sverige og Finland vaccinerede børn.

## Vaccination mod COVID-19
21. december 2020 blev den første vaccine mod COVID-19 betinget godkendt og gjort klar til brug i Danmark, og allerede den 27. december blev den første vaccination udført med en mRNA-vaccine